# Dasythemis mincki
Dasythemis mincki är en trollsländeart. Dasythemis mincki ingår i släktet Dasythemis och familjen segeltrollsländor. IUCN kategoriserar arten globalt som livskraftig.

## Underarter
Arten delas in i följande underarter:
- D. m. clara
- D. m. mincki